# 上川淵村
上川淵村（かみかわふちむら）は群馬県の中南部、勢多郡に属していた村である。二度に分けて前橋市に編入されたため、現在は旧村域北部が前橋市本庁管内、南部が上川淵地区に相当する。

## 地理
- 河川：利根川、端気川、広瀬川

## 歴史
- 1889年（明治22年）4月1日 - 町村制施行により周辺8村（六供村、市之坪村、上佐鳥村、朝倉村、後閑村、宮地村、下佐鳥村、橳島村）と紅雲分村、宗甫分村、前代田村、天川原村の各一部が合併し東群馬郡上川淵村が成立する。
- 1896年（明治29年）4月1日 - 郡統合（東群馬郡と南勢多郡の統合）により勢多郡に所属する。
- 1901年（明治34年）4月1日 - 村の一部（六供、天川原、市之坪、前代田、宗甫、紅雲）が前橋市へ編入する。
- 1954年（昭和29年）4月1日 - 周辺1町5村（勢多郡下川淵村、芳賀村、桂萱村、群馬郡東村、元総社村、総社町）とともに前橋市へ編入する。前橋市上川淵地区となる。
- 1960年（昭和35年）4月1日 - 前橋市が玉村町(旧上陽村地域)の西善、山王、中内、東善と城南村(旧木瀬村地域)の駒形を編入する。西善、山王、中内、東善は上川淵地区の所属となる。（駒形は永明地区に所属）

## 地域

### 村内の大字
- 上佐鳥
- 橳島
- 朝倉
- 後閑
- 下佐鳥
- 宮地

#### 前橋市に編入(1901年)され離脱した大字
- 六供
- 天川原
- 市之坪
- 前代田
- 宗甫分
- 紅雲分

### 教育

#### 小学校
- 上川淵村立上川淵小学校

#### 中学校
- 上川淵村立上川淵中学校

## 行政
歴代村長
| 氏名         | 就任                      | 退任                       | 備考           |
| ------------ | ------------------------- | -------------------------- | -------------- |
| 中沢久弥     | 1909年（明治42年）6月15日 | 1911年（明治44年）7月      | 辞職           |
| 目崎武平     | 1911年（明治44年）4月27日 | 1915年（大正4年）4月26日   |                |
| 手島菊松     | 1915年（大正4年）7月21日  | 1917年（大正6年）7月30日   |                |
| 岡田林治郎   | 1917年（大正8年）7月19日  | 1921年（大正12年）7月30日  |                |
| 川和良作     | 1921年（大正12年）8月7日  | 1927年（昭和2年）8月6日    |                |
| 中沢久太郎   | 1927年（昭和2年）8月7日   | 1929年（昭和4年）3月16日   | 死亡           |
| 石田庄三郎   | 1929年（昭和4年）5月8日   | 1937年（昭和12年）5月7日   |                |
| 阿佐美藤三郎 | 1937年（昭和12年）5月8日  | 1938年（昭和13年）1月29日  | 病気により辞職 |
| 川和桂三郎   | 1938年（昭和13年）3月9日  | 1946年（昭和21年）3月18日  |                |
| 大島定男     | 1946年（昭和21年）5月20日 | 1946年（昭和21年）12月12日 | 辞職           |
| 中沢半造     | 1947年（昭和22年）3月5日  | 1951年（昭和22年）4月7日   | 辞職           |
| 北堀慶弥     | 1951年（昭和22年）4月6日  | 1954年（昭和29年）3月31日  | 前橋市と合併   |

## 交通

### 道路
- 群馬県道11号前橋玉村線
- 群馬県道13号前橋長瀞線
- 群馬県道27号高崎駒形線